# Martina Babková
Martina Babková (nacida el 31 de agosto de 1950 en Děčín) es una exjugadora de baloncesto checoslovaca. Consiguió 4 medallas en competiciones oficiales con Checoslovaquia.